# Ophthalmotilapia ventralis
Ophthalmotilapia ventralis és una espècie de peix de la família dels cíclids i de l'ordre dels perciformes.

## Morfologia
- Els mascles poden assolir 15 cm de longitud total.[1][2]

## Depredadors
És depredat per Plecodus straeleni.

## Hàbitat
És una espècie de clima tropical entre 23 °C-25 °C de temperatura i entre 2-10 m de fondària.

## Distribució geogràfica
Es troba a Àfrica: sud del llac Tanganyika.